# Liste des ministres français de l'Enseignement supérieur et de la Recherche
Pour les articles homonymes, voir Ministère de la Recherche.
Pour des articles plus généraux, voir Historique des gouvernements de la France et Ministère de l'Enseignement supérieur (France).
Cet article présente la liste des ministres et secrétaires d'État français chargés des questions de Recherche, de Technologie, d'Espace.
Elles ont été le plus souvent associées aux questions d'Enseignement supérieur.

## Ministres français de l'Enseignement supérieur
Cette section présente la liste des ministres et secrétaires d'État chargés des questions relatives à l’Enseignement supérieur, ou plus spécifiquement, sous les gouvernements du président Giscard d'Estaing, des Universités. En dehors de ces périodes, ces questions relèvent du ministère de l'Éducation nationale, dont l'intitulé ne comprend pas ces termes. Quand elles ont été l'objet d'un traitement spécifique, elles ont été la plupart du temps associées aux questions de Recherche (voir : Liste des ministres français de la Recherche).
| Ministre délégué ou secrétaire d'État                                    | Ministre délégué ou secrétaire d'État | Intitulé                                                                 | Parti   | Ministre de tutelle                                                               | Ministre de tutelle                                                               | Intitulé | Période           | Période           | Gouvernement        |
| ------------------------------------------------------------------------ | ------------------------------------- | ------------------------------------------------------------------------ | ------- | --------------------------------------------------------------------------------- | --------------------------------------------------------------------------------- | --- | ----------------- | ----------------- | ------------------- |
| Aucun                                                                    | Aucun                                 | Aucun                                                                    | Aucun   | Aucun                                                                             | Aucun                                                                             | Aucun | 28 mai 1974       | 8 juin 1974       | Chirac 1            |
|                                                                          | Jean-Pierre Soisson                   | Secrétaire d'État aux Universités                                        | FNRI    | Plein exercice                                                                    | Plein exercice                                                                    | Plein exercice | 8 juin 1974       | 12 janvier 1976   | Chirac 1            |
|                                                                          | Alice Saunier-Seïté                   | Secrétaire d'État aux Universités                                        | UDR     | Plein exercice                                                                    | Plein exercice                                                                    | Plein exercice | 12 janvier 1976   | 25 août 1976      | Chirac 1            |
|                                                                          | Alice Saunier-Seïté                   | Secrétaire d'État aux Universités                                        | FNRI    | Plein exercice                                                                    | Plein exercice                                                                    | Plein exercice | 27 août 1976      | 29 mars 1977      | Barre 1             |
| 30 mars 1977                                                             | Alice Saunier-Seïté                   | Secrétaire d'État aux Universités                                        | FNRI    | Plein exercice                                                                    | Plein exercice                                                                    | Plein exercice | 10 janvier 1978   | Barre 2           |                     |
| Ministre des Universités                                                 | Alice Saunier-Seïté                   | 10 janvier 1978                                                          | FNRI    | Plein exercice                                                                    | Plein exercice                                                                    | Plein exercice | 31 mars 1978      | Barre 2           |                     |
| Ministre des Universités                                                 | Alice Saunier-Seïté                   | 5 avril 1978                                                             | FNRI    | Plein exercice                                                                    | Plein exercice                                                                    | Plein exercice | 13 mai 1981       | Barre 3           |                     |
| Pas de titulaire entre le 22 mai 1981 et le 23 juillet 1984              |                                       |                                                                          |         |                                                                                   |                                                                                   | |                   |                   |                     |
|                                                                          | Roger-Gérard Schwartzenberg           | Secrétaire d'État chargé des Universités                                 | MRG     |                                                                                   | Jean-Pierre Chevènement                                                           | Ministre de l'Éducation nationale                                                                                 | 23 juillet 1984   | 20 mars 1986      | Fabius              |
|                                                                          | Alain Devaquet                        | Ministre délégué chargé de la Recherche et de l'Enseignement supérieur   | RPR     |                                                                                   | René Monory                                                                       | Ministre de l'Éducation nationale                                                                                 | 20 mars 1986      | 8 décembre 1986   | Chirac 2            |
|                                                                          | Jacques Valade                        | Ministre délégué chargé de la Recherche et de l'Enseignement supérieur   | RPR     | 20 janvier 1987                                                                   | René Monory                                                                       | Ministre de l'Éducation nationale                                                                                 | 10 mai 1988       |                   | Chirac 2            |
| Pas de titulaire entre le 12 mai 1988 et le 30 mars 1993                 |                                       |                                                                          |         |                                                                                   |                                                                                   | |                   |                   |                     |
|                                                                          | François Fillon                       | Ministre de l'Enseignement supérieur et de la Recherche                  | RPR     | Plein exercice                                                                    | Plein exercice                                                                    | Plein exercice | 30 mars 1993      | 11 mai 1995       | Balladur            |
|                                                                          | Jean de Boishue                       | Secrétaire d'État à l'Enseignement supérieur                             | RPR     |                                                                                   | François Bayrou                                                                   | Ministre de l'Éducation nationale, de l'Enseignement supérieur, de la Recherche et de l'Insertion professionnelle | 18 mai 1995       | 7 novembre 1995   | Juppé 1             |
| Aucun                                                                    | Aucun                                 | Aucun                                                                    | Aucun   | Ministre de l'Éducation nationale, de l'Enseignement supérieur et de la Recherche | François Bayrou                                                                   | 7 novembre 1995                                                                                                   | 2 juin 1997       | Juppé 2           |                     |
| Pas de titulaire entre le 4 juin 1997 et le 7 mai 2002                   |                                       |                                                                          |         |                                                                                   |                                                                                   | |                   |                   |                     |
|                                                                          | François Loos                         | Ministre délégué à l'Enseignement supérieur et à la Recherche            | UDF-RAD |                                                                                   | Luc Ferry                                                                         | Ministre de la Jeunesse, de l'Éducation nationale et de la Recherche                                              | 7 mai 2002        | 17 juin 2002      | Raffarin 1          |
| Pas de titulaire entre le 17 juin 2002 et le 31 mars 2004                |                                       |                                                                          |         |                                                                                   |                                                                                   | |                   |                   |                     |
| Aucun                                                                    | Aucun                                 | Aucun                                                                    | Aucun   |                                                                                   | François Fillon                                                                   | Ministre de l'Éducation nationale, de l'Enseignement supérieur et de la Recherche                                 | 31 mars 2004      | 31 mai 2005       | Raffarin 3          |
|                                                                          | François Goulard                      | Ministre délégué à l'Enseignement supérieur et à la Recherche            | UMP     |                                                                                   | Gilles de Robien                                                                  | Ministre de l'Éducation nationale, de l'Enseignement supérieur et de la Recherche                                 | 2 juin 2005       | 15 mai 2007       | de Villepin         |
|                                                                          | Valérie Pécresse                      | Ministre de l'Enseignement supérieur et de la Recherche                  | UMP     | Plein exercice                                                                    | Plein exercice                                                                    | Plein exercice | 18 mai 2007       | 13 novembre 2010  | Fillon 1 Fillon 2   |
| 14 novembre 2010                                                         | Valérie Pécresse                      | Ministre de l'Enseignement supérieur et de la Recherche                  | UMP     | Plein exercice                                                                    | Plein exercice                                                                    | Plein exercice | 29 juin 2011      | Fillon 3          |                     |
|                                                                          | Laurent Wauquiez                      | Ministre de l'Enseignement supérieur et de la Recherche                  | UMP     | Plein exercice                                                                    | Plein exercice                                                                    | Plein exercice | 29 juin 2011      | Fillon 3          | 10 mai 2012         |
|                                                                          | Geneviève Fioraso                     | Ministre de l'Enseignement supérieur et de la Recherche                  | PS      | Plein exercice                                                                    | Plein exercice                                                                    | Plein exercice | 21 juin 2012      | 31 mars 2014      | Ayrault 1 Ayrault 2 |
| Secrétaire d'État chargée de l'Enseignement supérieur et de la Recherche | Geneviève Fioraso                     |                                                                          | PS      | Benoît Hamon                                                                      | Ministre de l'Éducation nationale, de l'Enseignement supérieur et de la Recherche | 9 avril 2014 | 25 août 2014      | Valls 1           |                     |
| Secrétaire d'État chargée de l'Enseignement supérieur et de la Recherche | Geneviève Fioraso                     |                                                                          | PS      | Najat Vallaud-Belkacem                                                            | Ministre de l'Éducation nationale, de l'Enseignement supérieur et de la Recherche | 26 août 2014 | 5 mars 2015       | Valls 2           |                     |
| Aucun                                                                    |                                       |                                                                          |         | Najat Vallaud-Belkacem                                                            | Ministre de l'Éducation nationale, de l'Enseignement supérieur et de la Recherche | |                   | Valls 2           |                     |
|                                                                          | Thierry Mandon                        | Secrétaire d'État chargé de l'Enseignement supérieur et de la Recherche  | PS      | Najat Vallaud-Belkacem                                                            | Ministre de l'Éducation nationale, de l'Enseignement supérieur et de la Recherche | 17 juin 2015 | 6 décembre 2016   | Valls 2           |                     |
| 6 décembre 2016                                                          | Thierry Mandon                        | Secrétaire d'État chargé de l'Enseignement supérieur et de la Recherche  | PS      | Najat Vallaud-Belkacem                                                            | Ministre de l'Éducation nationale, de l'Enseignement supérieur et de la Recherche | 10 mai 2017 | Cazeneuve         |                   |                     |
| Présidence d'Emmanuel Macron                                             |                                       |                                                                          |         |                                                                                   |                                                                                   | |                   |                   |                     |
|                                                                          | Frédérique Vidal                      | Ministre de l'Enseignement supérieur, de la Recherche et de l'Innovation | DVG     | Plein exercice                                                                    | Plein exercice                                                                    | Plein exercice | 17 mai 2017       | 21 juin 2017      | Philippe (1)        |
|                                                                          | Frédérique Vidal                      | Ministre de l'Enseignement supérieur, de la Recherche et de l'Innovation | LREM    | Plein exercice                                                                    | Plein exercice                                                                    | Plein exercice | 21 juin 2017      | 6 juillet 2020    | Philippe (2)        |
| 6 juillet 2020                                                           | Frédérique Vidal                      | Ministre de l'Enseignement supérieur, de la Recherche et de l'Innovation | LREM    | Plein exercice                                                                    | Plein exercice                                                                    | Plein exercice | 20 mai 2022       | Castex            |                     |
|                                                                          | Sylvie Retailleau                     | Ministre de l'Enseignement supérieur et de la Recherche                  | SE      | Plein exercice                                                                    | Plein exercice                                                                    | Plein exercice | 20 mai 2022       | 21 septembre 2024 | Borne Attal         |
|                                                                          | Patrick Hetzel                        | Ministre de l'Enseignement supérieur et de la Recherche                  | LR      | Plein exercice                                                                    | Plein exercice                                                                    | Plein exercice | 21 septembre 2024 | 23 décembre 2024  | Barnier             |
|                                                                          | Philippe Baptiste                     | Ministre délégué chargé de l'Enseignement supérieur et de la Recherche   | SE      |                                                                                   | Élisabeth Borne                                                                   | Ministre de l'Éducation nationale, de l'Enseignement supérieur et de la Recherche                                 | 23 décembre 2024  | NC                | Bayrou              |

## Ministres français de la Recherche

### Avant la Cinquième République
| Dates de fonction                                 | Dates de fonction | Nom                | Gouvernement  | Poste |
| ------------------------------------------------- | ----------------- | ------------------ | ------------- | --- |
| 4 juin 1936                                       | 28 septembre 1936 | Irène Joliot-Curie | Blum 1        | Sous-secrétaire d'État à l'Éducation nationale, chargé de la Recherche scientifique                        |
| 28 septembre 1936                                 | 21 juin 1937      | Jean Perrin        | Blum 1        | Sous-secrétaire d'État à l'Éducation nationale, chargé de la Recherche scientifique                        |
| 13 mars 1938                                      | 10 avril 1938     | Jean Perrin        | Blum 2        | Sous-secrétaire d'État à l'Éducation nationale, chargé de la Recherche scientifique                        |
| Pas de titulaire du 10 avril 1938 au 19 juin 1954 |                   |                    |               | |
| 19 juin 1954                                      | 23 février 1955   | Henri Longchambon  | Mendès France | Secrétaire d'État à la Recherche scientifique et au Progrès technique                                      |
| 1er février 1956                                  | 17 mars 1956      | Georges Guille     | Mollet        | Secrétaire d'État à la présidence du Conseil, chargé de la Recherche scientifique et de l'Énergie atomique |

### Cinquième République
| Ministre délégué ou secrétaire d'État | Intitulé                                                                                          | Ministre de tutelle       | Intitulé | Gouvernement                     | Date                  |
| --- | ------------------------------------------------------------------------------------------------- | ------------------------- | --- | -------------------------------- | --------------------- |
| Gaston Palewski | Ministre d'État chargé de la Recherche scientifique et des Questions atomiques et spatiales       | Plein exercice            | Plein exercice | Pompidou 1                       | 15/04/1962 28/11/1962 |
| Gaston Palewski | Ministre d'État chargé de la Recherche scientifique et des Questions atomiques et spatiales       | Plein exercice            | Plein exercice | Pompidou 2                       | 06/12/1962 22/02/1965 |
| Yvon Bourges | Secrétaire d'État chargé de la Recherche scientifique et des Questions atomiques et spatiales     | Georges Pompidou          | Premier ministre                                                                                                  | Pompidou 2                       | 23/02/1965 08/01/1966 |
| Alain Peyrefitte | Ministre délégué chargé de la Recherche scientifique et des Questions atomiques et spatiales      | Plein exercice            | Plein exercice | Pompidou 3                       | 08/01/1966 01/04/1967 |
| Maurice Schumann | Ministre d'État chargé de la Recherche scientifique et des Questions atomiques et spatiales       | Plein exercice            | Plein exercice | Pompidou 4                       | 07/04/1967 31/05/1968 |
| Christian de La Malène | Ministre chargé de la Recherche scientifique et des Questions atomiques et spatiales              | Plein exercice            | Plein exercice | Pompidou 4                       | 31/05/1968 10/07/1968 |
| Robert Galley | Ministre délégué chargé de la Recherche scientifique et des Questions atomiques et spatiales      | Maurice Couve de Murville | Premier ministre                                                                                                  | Couve de Murville                | 12/07/1968 20/06/1969 |
| Du 20 juin 1969 au 29 mars 1977, voir la liste des ministres français de l'Industrie. Pas de titulaire du 1er mars 1974 au 14 juin 1974. |                                                                                                   |                           | |                                  |                       |
| Jacques Sourdille (à partir du 01/04/1977)                                                                                               | Secrétaire d'État chargé de la Recherche                                                          | Raymond Barre             | Premier ministre                                                                                                  | Barre 2                          | 30/03/1977 31/03/1978 |
| Pierre Aigrain (à partir du 06/04/1978)                                                                                                  | Secrétaire d'État chargé de la Recherche                                                          | Raymond Barre             | Premier ministre                                                                                                  | Barre 3                          | 05/04/1978 13/05/1981 |
| Jean-Pierre Chevènement | Ministre d'État, ministre de la Recherche et de la Technologie                                    | Plein exercice            | Plein exercice | Mauroy 1                         | 22/05/1981 22/06/1981 |
| Jean-Pierre Chevènement | Ministre d'État, ministre de la Recherche et de la Technologie                                    | Plein exercice            | Plein exercice | Mauroy 2                         | 23/06/1981 29/06/1982 |
| Jean-Pierre Chevènement | Ministre d'État, ministre de la Recherche et de l'Industrie                                       | Plein exercice            | Plein exercice | Mauroy 2                         | 29/06/1982 22/03/1983 |
| Laurent Fabius | Ministre de l'Industrie et de la Recherche                                                        | Plein exercice            | Plein exercice | Mauroy 3                         | 22/03/1983 17/07/1984 |
| Hubert Curien | Ministre de la Recherche et de la Technologie                                                     | Plein exercice            | Plein exercice | Fabius                           | 19/07/1984 20/03/1986 |
| Alain Devaquet | Ministre délégué à la Recherche et à l'Enseignement supérieur                                     | René Monory               | Ministre de l'Éducation nationale                                                                                 | Chirac 2                         | 20/03/1986 08/12/1986 |
| Jacques Valade | Ministre délégué à la Recherche et à l'Enseignement supérieur                                     | René Monory               | Ministre de l'Éducation nationale                                                                                 | Chirac 2                         | 20/01/1987 10/05/1988 |
| Hubert Curien | Ministre délégué chargé de la Recherche                                                           | Lionel Jospin             | Ministre d'État, ministre de l'Éducation nationale, de la Recherche et des Sports                                 | Rocard 1                         | 12/05/1988 23/06/1988 |
| Aucun | Aucun                                                                                             | Paul Quilès               | Ministre des Postes et télécommunications et de l'Espace                                                          | Rocard 1                         | 12/05/1988 23/06/1988 |
| Hubert Curien | Ministre de la Recherche et de la Technologie                                                     | Plein exercice            | Plein exercice | Rocard 2                         | 28/06/1988 15/05/1991 |
| Aucun | Aucun                                                                                             | Paul Quilès               | Ministre des Postes, des Télécommunications et de l'Espace                                                        | Rocard 2                         | 28/06/1988 15/05/1991 |
| Hubert Curien | Ministre de la Recherche et de la Technologie                                                     | Plein exercice            | Plein exercice | Cresson                          | 16/05/1991 02/04/1992 |
| Aucun | Aucun                                                                                             | Paul Quilès               | Ministre de l'Équipement, du Logement, des Transports et de l'Espace                                              | Cresson                          | 16/05/1991 02/04/1992 |
| Hubert Curien | Ministre de la Recherche et de l'Espace                                                           | Plein exercice            | Plein exercice | Bérégovoy                        | 02/04/1992 29/03/1993 |
| François Fillon | Ministre de l'Enseignement supérieur et de la Recherche                                           | Plein exercice            | Plein exercice | Balladur                         | 30/03/1993 11/05/1995 |
| Élisabeth Dufourcq | Secrétaire d'État à la Recherche                                                                  | François Bayrou           | Ministre de l'Éducation nationale, de l'Enseignement supérieur, de la Recherche et de l'Insertion professionnelle | Juppé 1                          | 18/05/1995 07/11/1995 |
| François d'Aubert | Secrétaire d'État à la Recherche                                                                  | François Bayrou           | Ministre de l'Éducation nationale, de l'Enseignement supérieur et de la Recherche                                 | Juppé 2                          | 07/11/1995 02/06/1997 |
| François Fillon | Ministre délégué à la Poste, aux Télécommunications et à l'Espace                                 | Franck Borotra            | Ministre de l'Industrie, de la Poste et des Télécommunications                                                    | Juppé 2                          | 07/11/1995 02/06/1997 |
| Aucun | Aucun                                                                                             | Claude Allègre            | Ministre de l'Éducation nationale, de la Recherche et de la Technologie                                           | Jospin                           | 04/06/1997 27/03/2000 |
| Roger-Gérard Schwartzenberg | Ministre de la Recherche                                                                          | Plein exercice            | Plein exercice | Jospin                           | 27/03/2000 06/05/2002 |
| François Loos | Ministre délégué à l'Enseignement supérieur et à la Recherche                                     | Luc Ferry                 | Ministre de la Jeunesse, de l'Éducation nationale et de la Recherche                                              | Raffarin 1                       | 06/05/2002 17/06/2002 |
| Claudie Haigneré | Ministre déléguée à la Recherche et aux Nouvelles technologies                                    | Luc Ferry                 | Ministre de la Jeunesse, de l'Éducation nationale et de la Recherche                                              | Raffarin 2                       | 17/06/2002 30/03/2004 |
| François d'Aubert | Ministre délégué à la Recherche                                                                   | François Fillon           | Ministre de l'Éducation nationale, de l'Enseignement supérieur et de la Recherche                                 | Raffarin 3                       | 31/03/2004 31/05/2005 |
| François Goulard | Ministre délégué à l'Enseignement supérieur et à la Recherche                                     | Gilles de Robien          | Ministre de l'Éducation nationale, de l'Enseignement supérieur et de la Recherche                                 | de Villepin                      | 02/06/2005 15/05/2007 |
| Valérie Pécresse | Ministre de l'Enseignement supérieur et de la Recherche                                           | Plein exercice            | Plein exercice | Fillon 1                         | 18/05/2007 18/06/2007 |
| Valérie Pécresse | Ministre de l'Enseignement supérieur et de la Recherche                                           | Plein exercice            | Plein exercice | Fillon 2                         | 19/06/2007 13/11/2010 |
| Valérie Pécresse | Ministre de l'Enseignement supérieur et de la Recherche                                           | Plein exercice            | Plein exercice | Fillon 3                         | 14/11/2010 29/06/2011 |
| Laurent Wauquiez | Ministre de l'Enseignement supérieur et de la Recherche                                           | Plein exercice            | Plein exercice | Fillon 3                         | 29/06/2011 10/05/2012 |
| Geneviève Fioraso | Ministre de l'Enseignement supérieur et de la Recherche                                           | Plein exercice            | Plein exercice | Ayrault 1                        | 16/05/2012 18/06/2012 |
| Geneviève Fioraso | Ministre de l'Enseignement supérieur et de la Recherche                                           | Plein exercice            | Plein exercice | Ayrault 2                        | 21/06/2012 31/03/2014 |
| Geneviève Fioraso | Secrétaire d'État chargée de l'Enseignement supérieur et de la Recherche (à partir du 09/04/2014) | Benoît Hamon              | Ministre de l'Éducation nationale, de l'Enseignement supérieur et de la Recherche                                 | Valls 1                          | 02/04/2014 25/08/2014 |
| Geneviève Fioraso | Secrétaire d'État chargée de l'Enseignement supérieur et de la Recherche (à partir du 09/04/2014) | Najat Vallaud-Belkacem    | Ministre de l'Éducation nationale, de l'Enseignement supérieur et de la Recherche                                 | Valls 2                          | 26/08/2014 05/03/2015 |
| Thierry Mandon | Secrétaire d'État chargée de l'Enseignement supérieur et de la Recherche (à partir du 09/04/2014) | Najat Vallaud-Belkacem    | Ministre de l'Éducation nationale, de l'Enseignement supérieur et de la Recherche                                 | Valls 2                          | 17/06/2015 06/12/2016 |
| Thierry Mandon | Secrétaire d'État chargée de l'Enseignement supérieur et de la Recherche (à partir du 09/04/2014) | Najat Vallaud-Belkacem    | Ministre de l'Éducation nationale, de l'Enseignement supérieur et de la Recherche                                 | Cazeneuve                        | 06/12/2016 10/05/2017 |
| Frédérique Vidal | Ministre de l'Enseignement supérieur, de la Recherche et de l'Innovation                          | Plein exercice            | Plein exercice | Philippe (1) Philippe (2) Castex | 17/05/2017 20/05/2022 |
| Sylvie Retailleau | Ministre de l'Enseignement supérieur et de la Recherche                                           | Plein exercice            | Plein exercice | Borne Attal                      | 20/05/2022 21/09/2024 |
| Patrick Hetzel | Ministre de l'Enseignement supérieur et de la Recherche                                           | Plein exercice            | Plein exercice | Barnier                          | 21/09/2024 23/12/2024 |
| Philippe Baptiste | Ministre délégué chargé de l'Enseignement supérieur et de la Recherche                            | Élisabeth Borne           | Ministre d'État, ministre de l'Éducation nationale, de l'Enseignement supérieur et de la Recherche                | Bayrou                           | 23/12/2024 en cours   |